# Dolinka
Dolinka je prigradsko naselje u Puli koje administrativno pripada mjesnom odboru Valdebek.
Dominik Kirin je predsjednik mjesnog odbora Valdebek-Dolinka (IDS).
Dolinku sa sjeverozapada ograničuje Drenovica, sa sjeveroistoka Valdebek, s istoka i juga Vintijan, a sa zapada Nova Veruda. 
Dolinka se nalazi s istočne strane pulske zaobilaznice, između Premanturske ceste na sjeveru i ceste za Pješčanu uvalu na jugu.
Dolinka po popisu stanovništva iz 2011. ima 250 stanovnika.
U prigradskom području naselja Dolinke nalazi se elektrana HEP-a.